# Emmanuel Frémiet

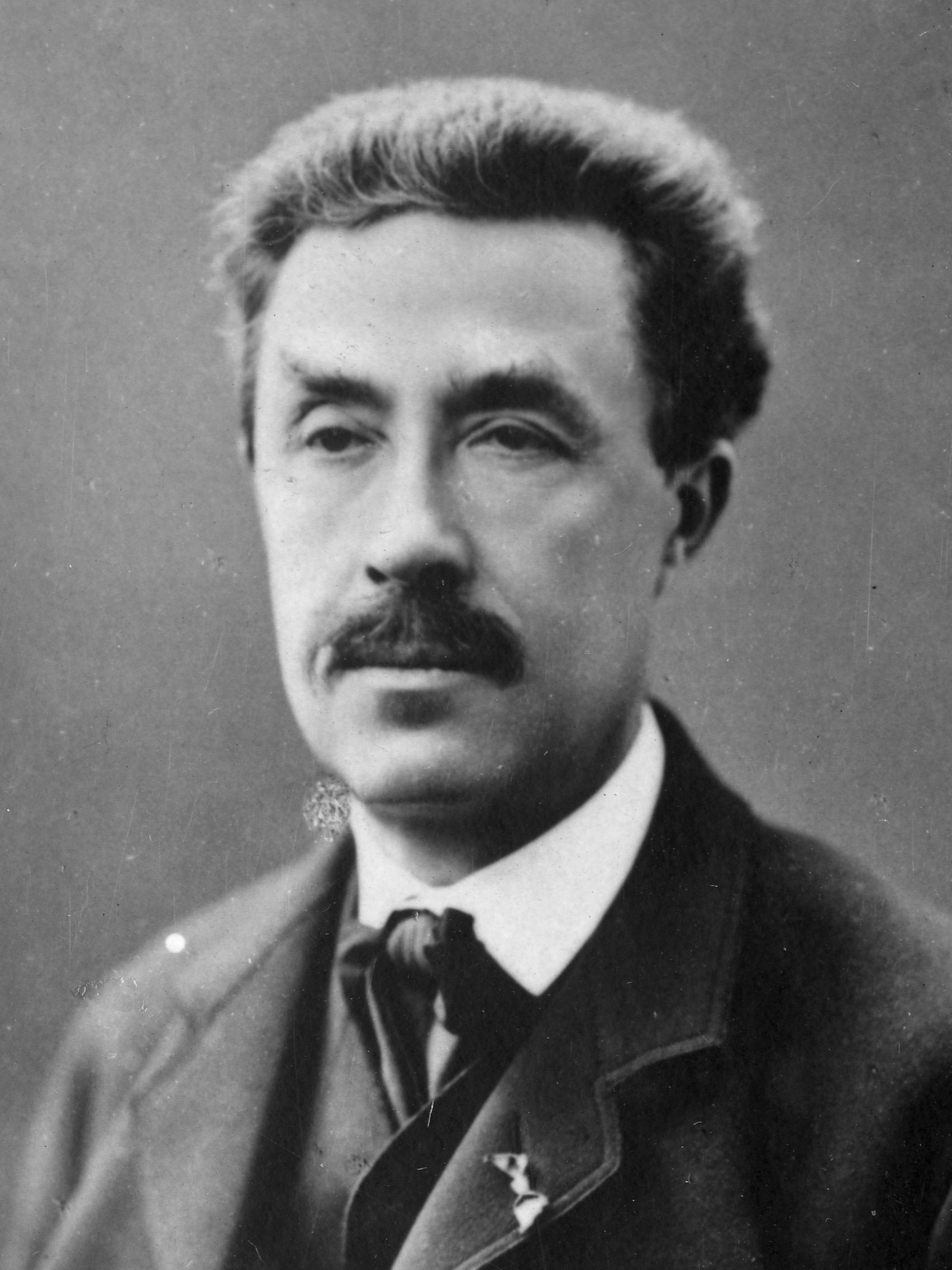
Emmanuel Frémiet

Emmanuel Frémiet (* 6. Dezember 1824 in Paris; † 10. September 1910 ebenda) war einer der bedeutendsten französischen Bildhauer des 19. Jahrhunderts und fertigte zumeist Tierskulpturen im Stil des Naturalismus und des Neoklassizismus an.

## Leben

### Kindheit und Lehre

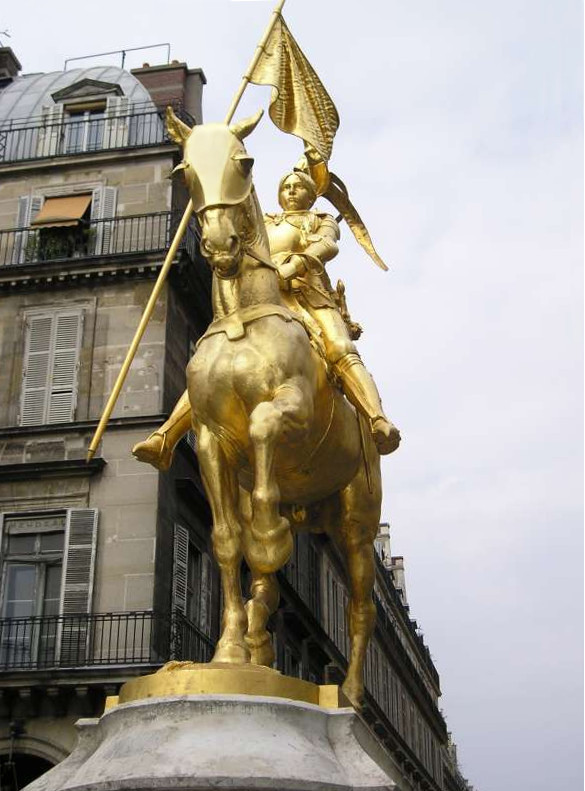
Frémiets Skulptur der Jeanne d’Arc in Paris

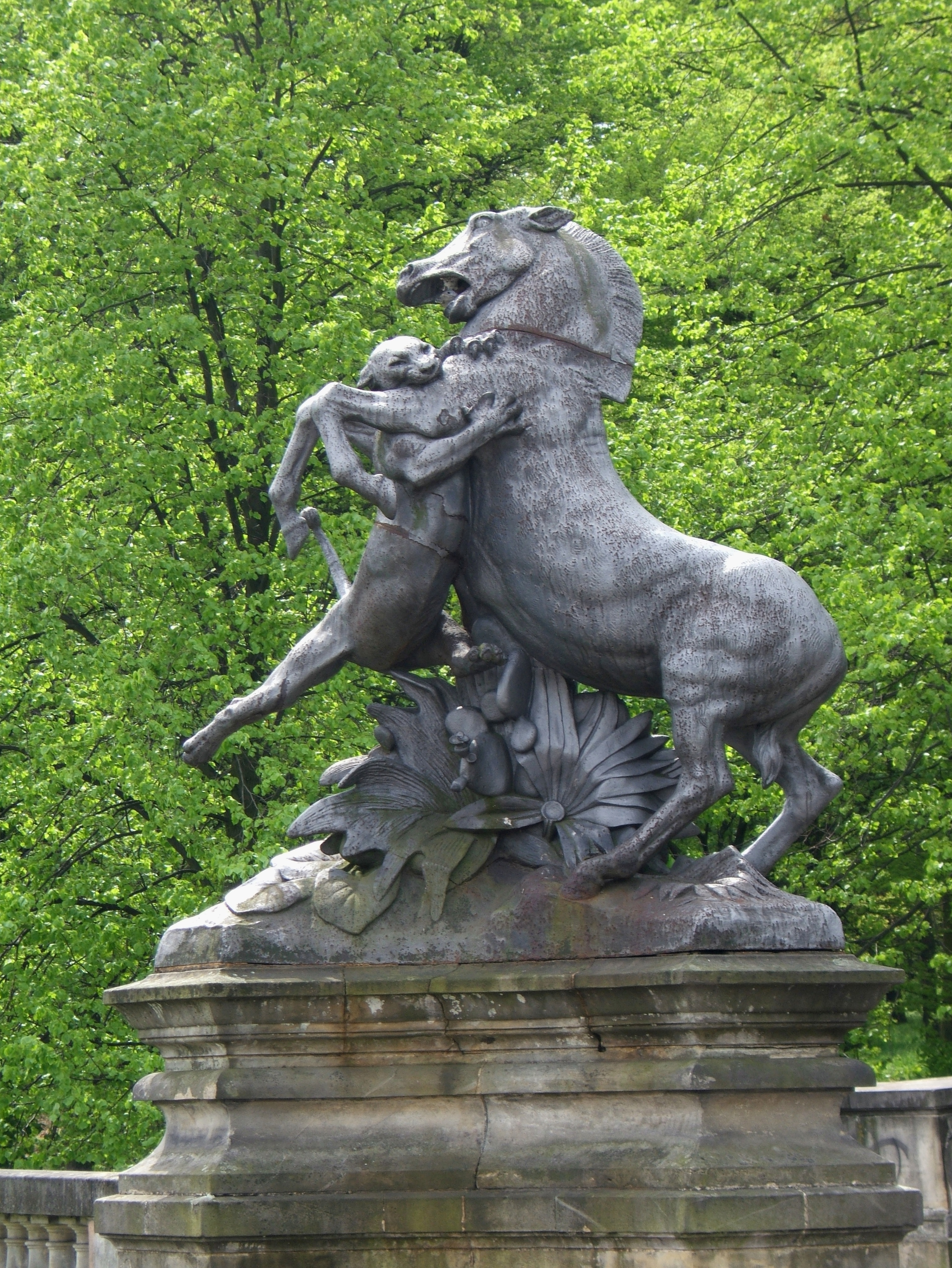
Fremiéts Skulptur in Neudeck

Emmanuel Frémiet wurde als Kind einer mittelständischen Familie in Paris geboren. Seine Familie war eng mit der Kunst verbunden; seine Mutter war Künstlerin und seine Cousine Sophie Malerin. Sophie, die mit dem berühmten Bildhauer François Rude verheiratet war, unterstützte ihn besonders. Im Alter von fünf Jahren kam er an eine Privatschule, an der sein künstlerisches Talent gefördert wurde. Bereits mit 13 Jahren wurde von der renommierten École nationale supérieure des arts décoratifs de Paris angenommen. Beim Maler Jacques Christophe Werner trat er mit 16 Jahren eine Lehre an. Wegen seiner vielversprechenden Fähigkeiten wurde er mit der Arbeit eines Lithografen in seinem Atelier betraut. Frémiet fertigte nun die Vorzeichnungen für Werners Gemälde an. Er verbrachte viel Zeit im Botanischen Garten und den zoologischen Gärten in Paris, um Tierstudien anzufertigen. Darüber hinaus zeichnete er, wie viele seiner Zeitgenossen, in Leichenhäusern und sezierte tote Tiere, um die Muskel- und Knochenstruktur genau nachzuvollziehen. Diese Studien waren die Grundlage für seine späteren sehr detailreichen Skulpturen.

### Professionelles Schaffen
Bereits 1843 stellte er seine erste Skulptur, eine Gazelle, auf dem Salon de Paris aus, wo er während seiner ganzen Schaffenszeit eigene Ausstellungen abhielt. In der Folgezeit spezialisierte er sich auf kleine bronzene Tierskulpturen, deren Material er in seiner eigenen Gießerei anfertigte und die zahlreiche Auszeichnungen und Preise gewannen. Diese Werke verkaufte er in seinen Werkstätten und Gießereien, 42 Boulevard du Temple, später Rue du Faubourg Saint-Honoré.
Seinen ersten öffentlichen Auftrag erhielt er 1849, seitdem fertigte er so viele Werke für den Staat und insbesondere für die Stadt Paris an wie kein anderer Bildhauer.
Von 1855 bis 1859 schuf er eine Reihe von Reiterstandbildern für den französischen Kaiser Napoleon III. Auch in dieser Thematik bewies er sein Können, das er später auch für andere Auftraggeber unter Beweis stellte. Mit dem Ausbruch des Deutsch-Französischen Kriegs 1870 wurde Frémiet beim Anblick von so viel Gewalt in seiner Schaffenskraft entmutigt. Während der Belagerung von Paris floh er aus der Stadt. Als er zurückkehrte, fand er sein Haus geplündert vor. Diese Zeit war ein Tiefpunkt in seinem Leben und er wollte seinen Beruf aufgeben. Glücklicherweise scheint diese Einstellung mit der Zeit neuem Enthusiasmus gewichen zu sein, denn in den nächsten Jahren brachte er noch seine bedeutendsten Skulpturen hervor.

### Nach dem Deutsch-Französischen Krieg
Trotz des damals sehr gespannten Verhältnisses Frankreichs zum Deutschen Reich nahm er einen Auftrag des Grafen Guido Henckel von Donnersmarck an und schuf für den Schlosspark von Schloss Neudeck in Oberschlesien zahlreiche lebensgroße Skulpturen kämpfender Tiere sowie einen Brunnen.
1875 wurde er als Professor für Zeichnung des Jardin des Plantes vorgeschlagen. Frémiet war Direktor der Skulpturenabteilung des Louvre und auch ein gefragter Ausbilder seines Fachgebiets, weshalb das Unterrichten von 20 Schülern keine Seltenheit war. Er übte großen Einfluss auf seine amerikanischen Schüler aus, deren berühmtester Augustus Saint-Gaudens war.
44 Jahre nach seiner ersten Teilnahme an der Salon Ausstellung gewann er 1887 hier die Ehrenmedaille für seine Skulptur Gorilla entführt eine Frau. Es folgten noch andere Werke für das Pariser Naturkundemuseum. 1878 wurde er zum Officier de la Légion d’Honneur (O. LH), 1892 folgte die Wahl zum Mitglied der Académie des Beaux-Arts des Institut de France und er trat die Nachfolge von Antoine-Louis Baryes als Professor der Tierzeichnung am Muséum national d’histoire naturelle in Paris an. 1904 wurde er als ausländisches Ehrenmitglied (Hon. RA) der Royal Academy of Arts in London zugewählt. Seit 1901 war er assoziiertes Mitglied der Académie royale des Sciences, des Lettres et des Beaux-Arts de Belgique (Classe des Beaux-Arts).
Frémiet, der einer der bedeutendsten französischen Tierbildhauer war und dieser Stilrichtung zu ihrer Beliebtheit verhalf, starb 1910 im Alter von 86 Jahren in seiner Heimatstadt. Er wurde auf dem vom Adel bevorzugten Friedhof Passy beigesetzt.
Seine Werke wurden an die Pariser Gießerei Barbedienne verkauft, mit ihrem Siegel versehen und bis zum Ersten Weltkrieg behalten. Heute sind seine Werke bei Sammlern sehr begehrt und zeichnen sich durch ihre sanften, eleganten Züge aus. In Paris sind seine Standbilder zahlreich anzutreffen.

## Werke

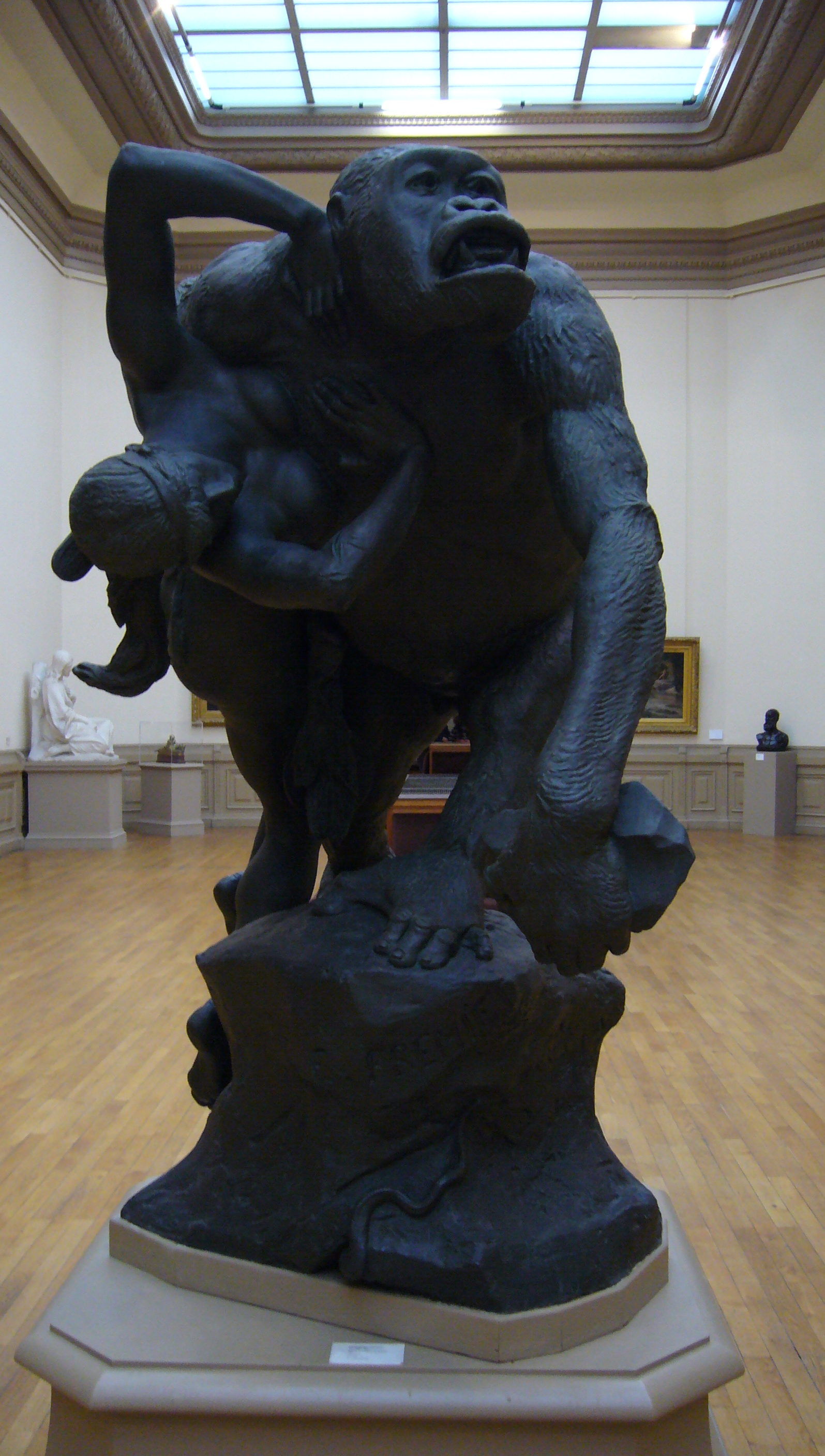
Gorilla entführt eine Frau
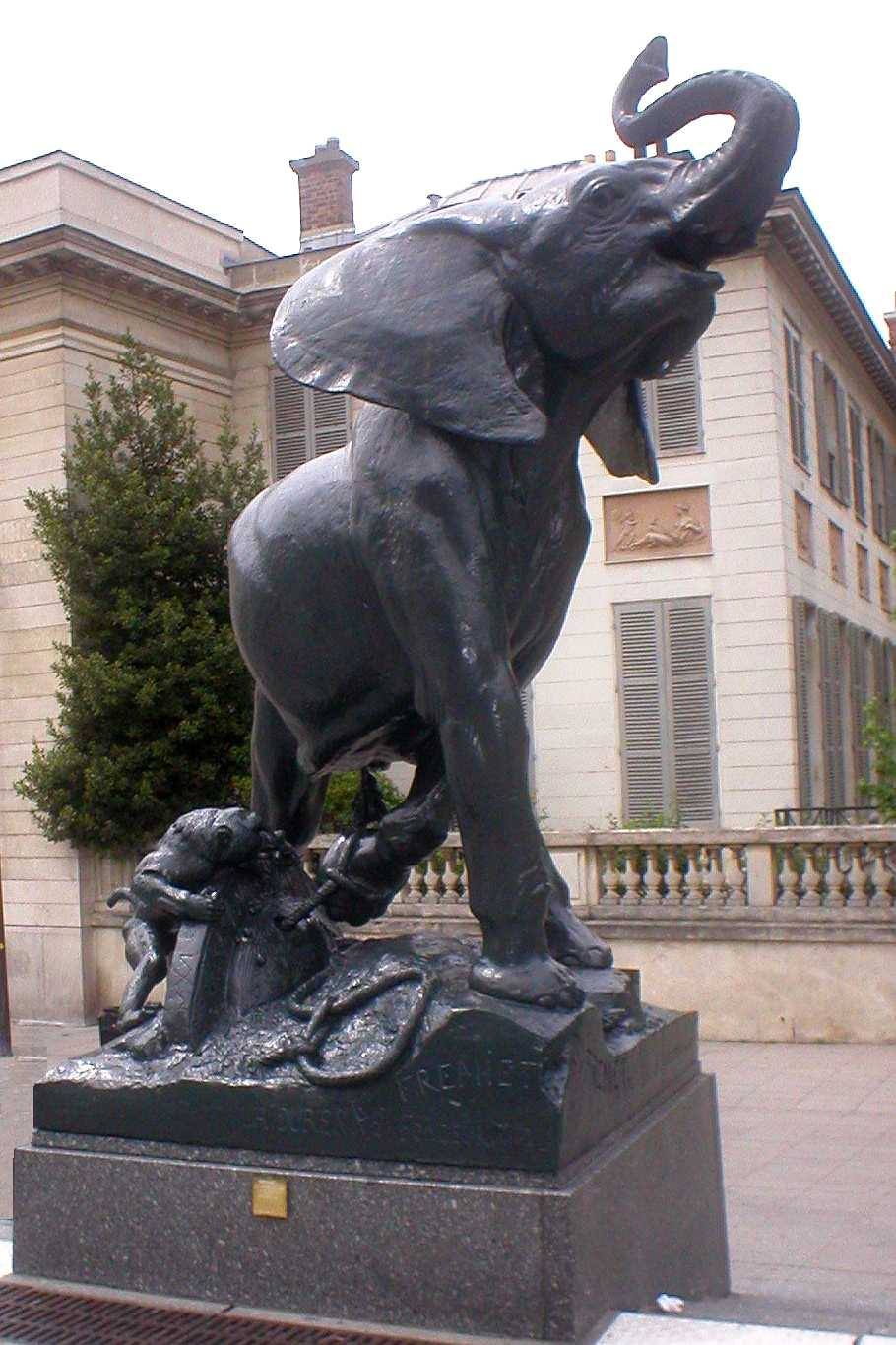
Elefant
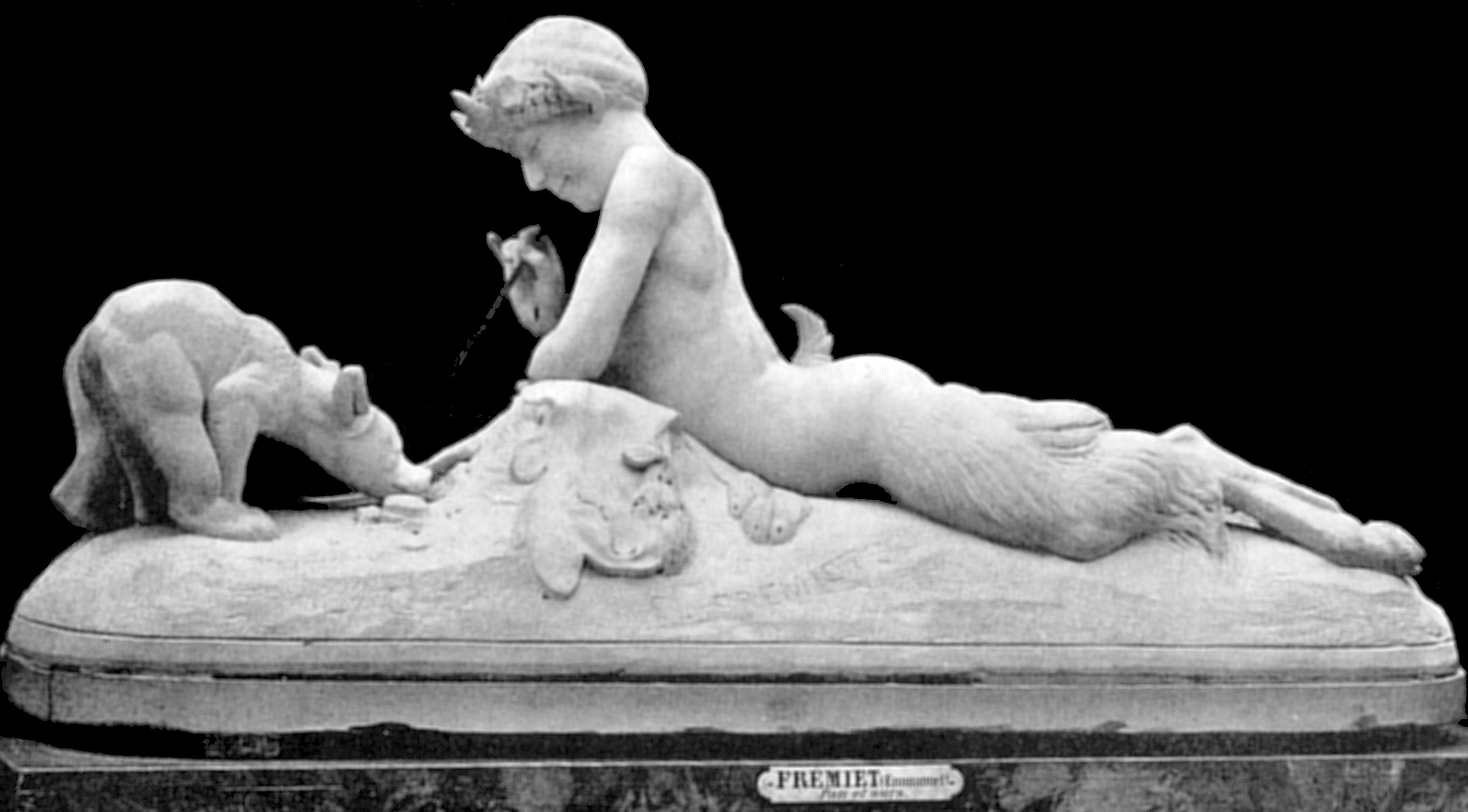
Pan und die Bärenkinder
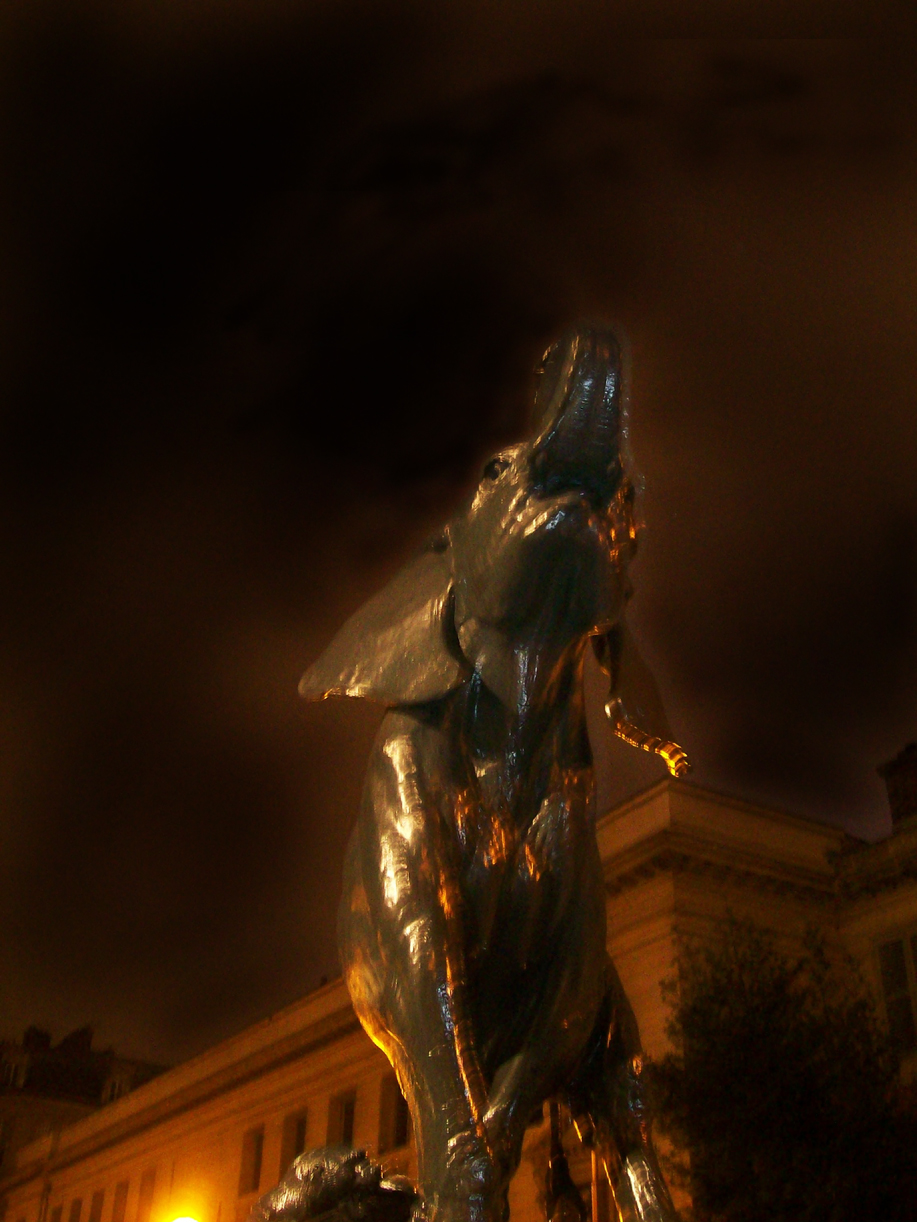
Elefantenstatue vor dem Musée d’Orsay, Paris
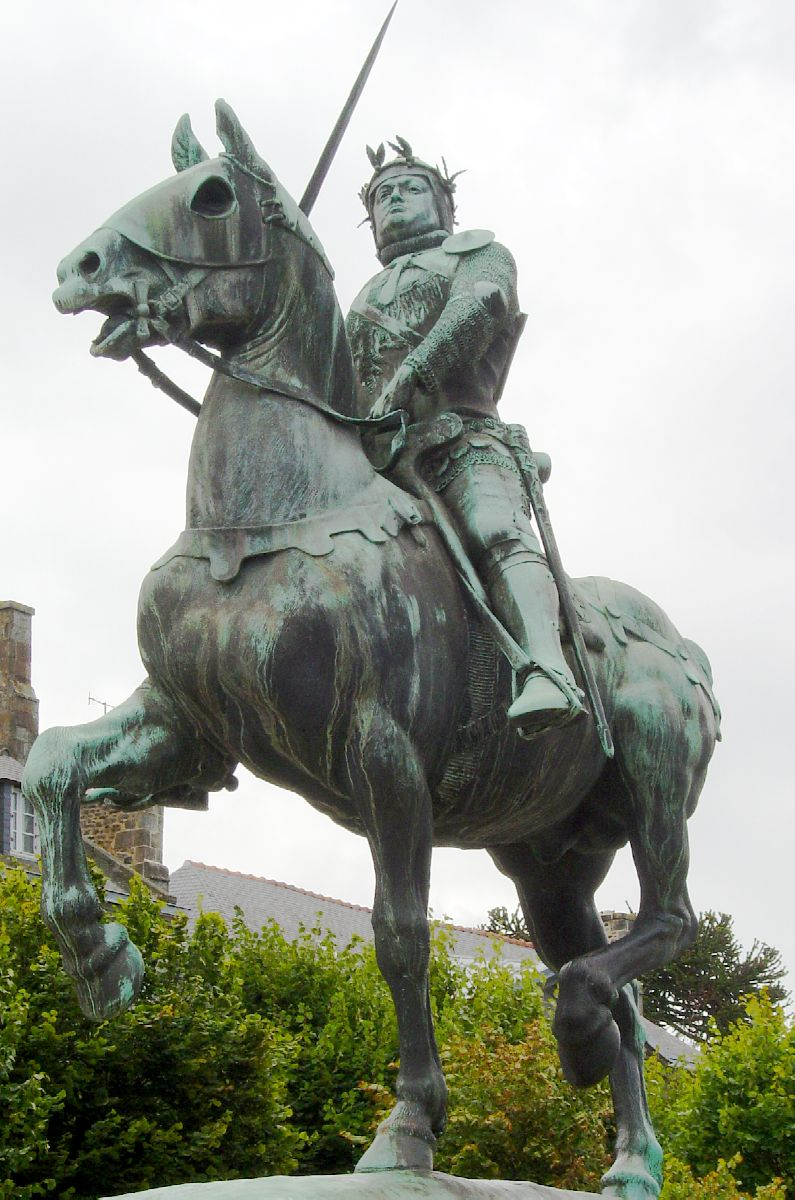
Reiterstandbild des Bertrand du Guesclin, Dinan
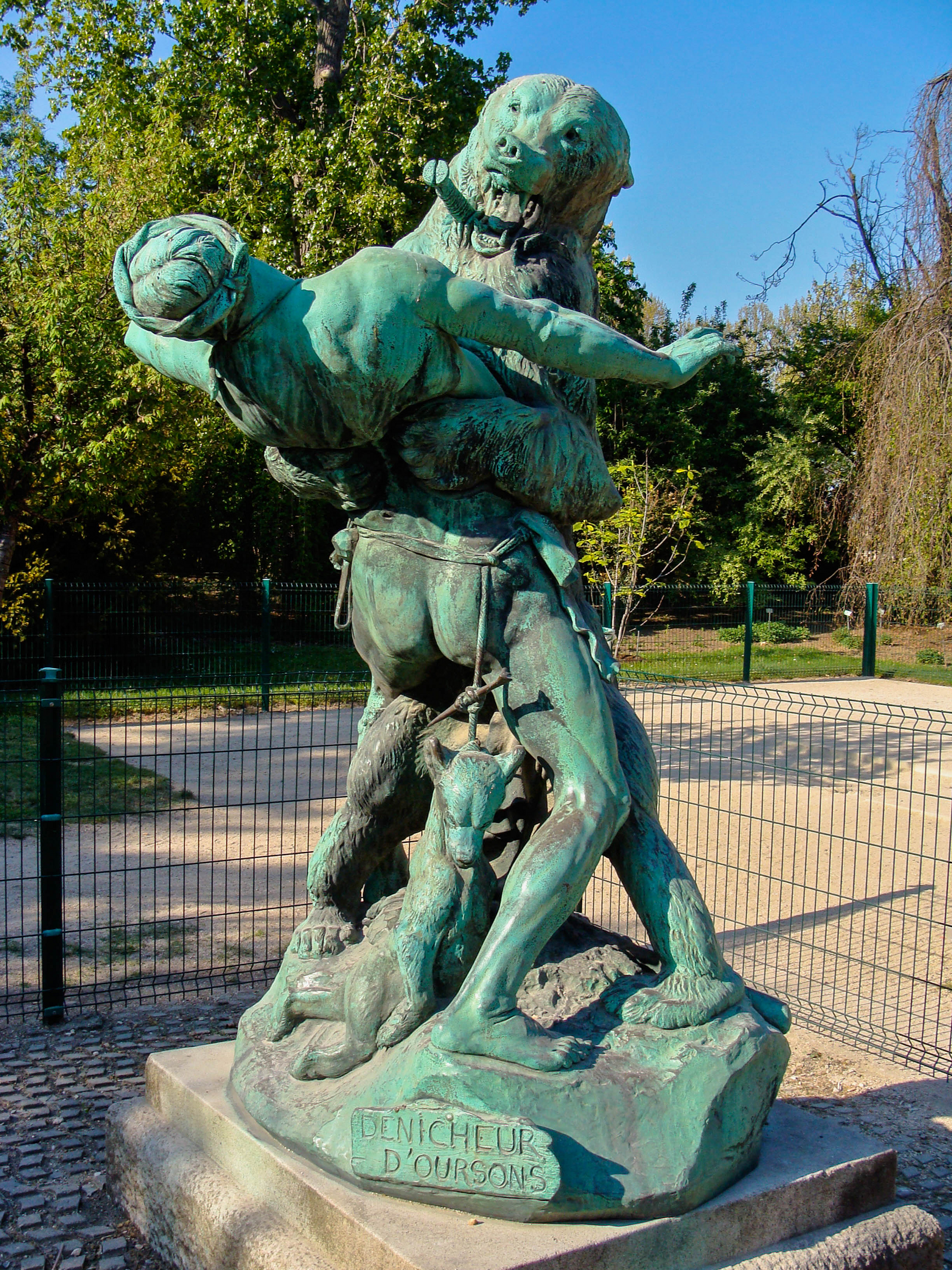
Le Dénicheur d'oursons, Jardin des Plantes, Paris

- Reiterstandbild Louis d'Orlans (vor dem Château de Pierrefonds), 1869
- Reiterstandbild der Jeanne d’Arc (Place des Pyramides, Paris), vergoldete Bronze, aufgestellt 1874, 1889 von ihm durch ein neues ersetzt
- Fontaine des Quatre parties du monde (Brunnen der vier Erdteile, nur die Pferde, Place Camille Jullian in Paris), Fertigstellung 1875
- Skulpturen kämpfender Tiere und eine Nachbildung des Pariser Erdteile-Brunnens (Schlosspark Neudeck in Oberschlesien)
- Standbild Diego Velazquez (Jardin de l'Infante beim Louvre, Paris)
- Angeketteter junger Elefant in Naturgröße (Platz vor dem Musée d’Orsay, Paris), Bronze (2,22 m × 3,60 m × 3,12 m), 1877–1878.
- Statue des mit dem Drachen kämpfenden Erzengels Michael (auf der Kirchturmspitze von Mont-Saint-Michel), vergoldete Bronze, errichtet 1897. Eine 260 cm hohe Nachbildung befindet sich im Pariser Muséee d’Orsay.
- Reiterstandbild Bertrand du Guesclin (in Dinan), aufgestellt 1902.